# Poabromylus
Genre
Poabromylus est un genre fossile de mammifères placentaires artiodactyles, de la famille des Protocératidés. On en connaît trois espèces, qui ont vécu en Amérique du Nord au cours de l'Éocène, il y a entre 46,2 et 33,9 millions d'années. Son espèce type est Poabromylus kayi.

## Description

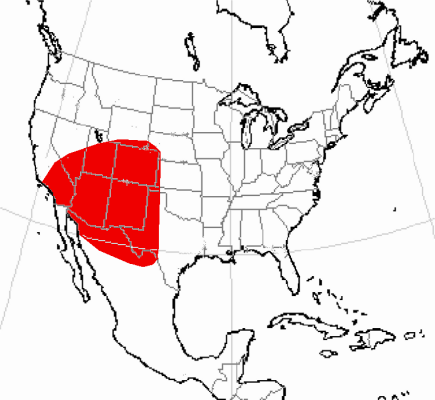
Carte de la répartition supposée de Poabromylus.

Poabromylus étaient des artiodactyles de petites tailles assez semblables aux cervidés mais sans bois ou aux Antilocapridae bien qu'apparenté à la famille des Camelidae.  Ils étaient assez petits comparé à d'autres membres de leur famille faisant en moyenne entre 10 et 30 kg. Ils possédaient des cornes rostrales au-dessus de la cavité orbitaire. 

## Répartition
Poabromylus vivait dans le Sud-Ouest de l'Amérique du Nord.
Les fossiles de Poabromylus ont été découverts aux États-Unis (dans les États du Wyoming, de l'Utah, du Colorado, du Texas et de la Californie).
Il est possible que le genre Poabromylus comme Pseudoprotoceras ou Leptoreodon ait été présent dans le Nord du Mexique, à la frontière avec les États-Unis, mais pour l'instant aucun reste fossile n'y a été découvert.

## Liste des espèces
Selon Paleobiology Database (12 août 2025) :
- †Poabromylus golzi Black, 1978
- †Poabromylus kayi Peterson, 1932 - espèce type
- †Poabromylus robustus Stock, 1949